# Malaltia neurològica
Un trastorn neurològic és qualsevol trastorn del sistema nerviós. Les anomalies estructurals, bioquímiques o elèctriques en l'encèfal, la medul·la espinal o altres nervis poden donar lloc a una sèrie de símptomes. Alguns símptomes inclouen paràlisi, debilitat muscular, mala coordinació, pèrdua de sensació, convulsions, dolor i nivells alterats de consciència (com la confusió). Hi ha molts trastorns neurològics reconeguts, alguns relativament comuns, però molts són rars. Poden ser avaluats mitjançant l'examen neurològic i estudiats i tractats dins de les especialitats de neurologia i neuropsicologia clínica.
Les intervencions per als trastorns neurològics inclouen mesures preventives, canvis d'estil de vida, fisioteràpia, neurorehabilitació, tractament del dolor, medicacions o operacions realitzades per neurocirurgians. L'Organització Mundial de la Salut va estimar l'any 2006 que els trastorns neurològics i les seves seqüeles (conseqüències directes) afecten a mil milions de persones a tot el món, i van identificar les desigualtats en salut i la discriminació social per l'estigmatització com a factors importants que contribueixen a la discapacitat i el patiment associats.

## Classificació segons localització
- Al SNC: Malaltia del sistema nerviós central
- Al SNP: Neuropatia perifèrica